# Abedalá ibne Abedal Maleque

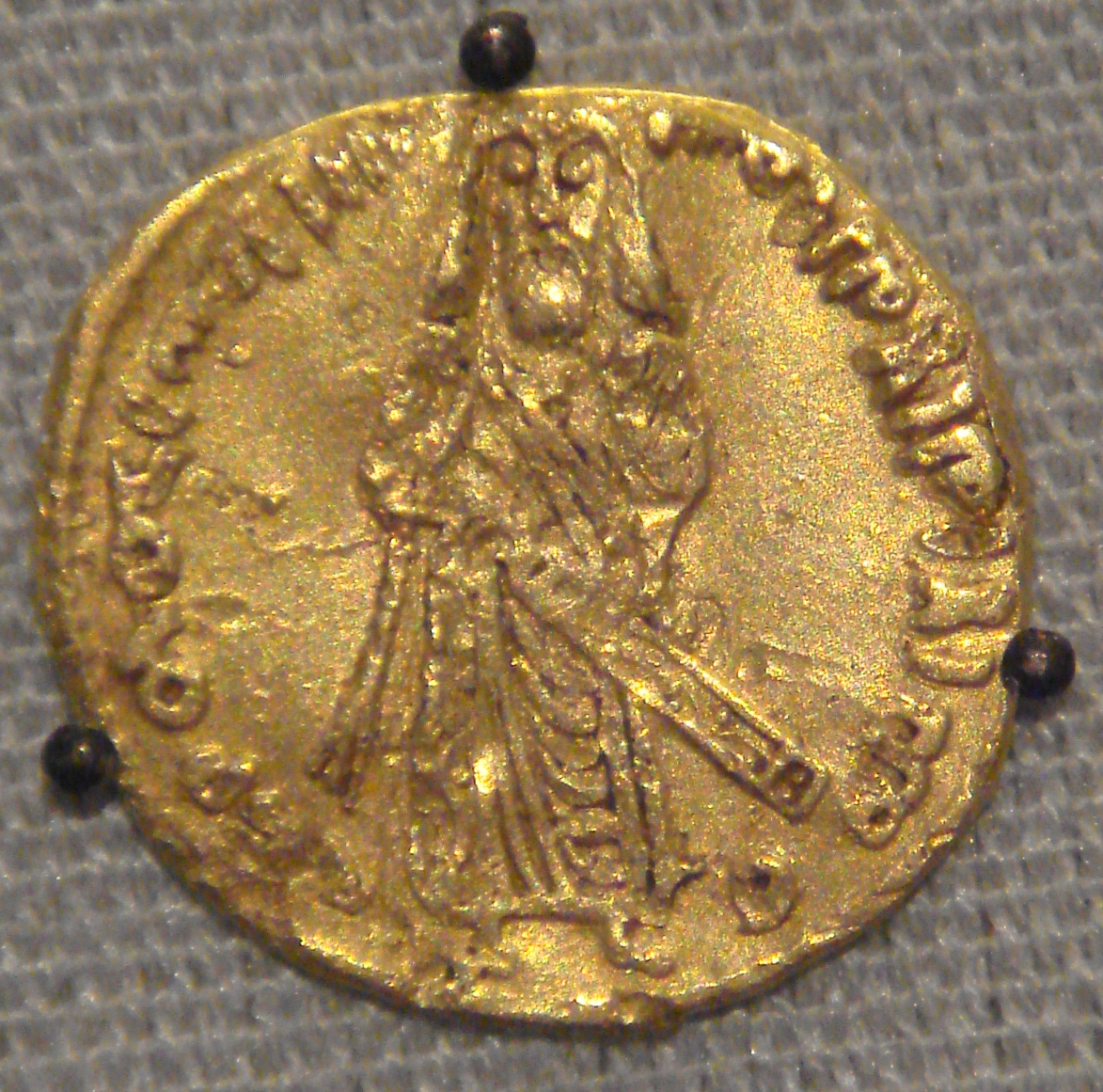
Dinar de ouro com efígie do califa Abedal Maleque ibne Maruane r.

Abedalá ibne Abedal Maleque (em árabe: عبد الله بن عبد الملك; romaniz.: ʿAbdallāh ibn ʿAbd al-Malik; ca. 677 - 749/750) ou Abdelas (em grego: Ἀβδελᾶς) foi um general e governador do Egito e príncipe omíada, filho do califa Abedal Maleque ibne Maruane (r. 685–705).

## Biografia
Abedalá nasceu ca. 677 e cresceu na capital califal, Damasco. Durante sua juventude, acompanhou seu pai em várias campanhas. Ele liderou sua própria campanha pela primeira vez em 700/701, como retaliação pelos ataques do general bizantino Heráclio. Durante sua expedição, capturou a fortaleza fronteiriça de Teodosiópolis e invadiu a Armênia Menor. Em 701, foi enviado, junto com seu tio Maomé ibne Maruane para o Iraque, para ajudar Alhajaje ibne Iúçufe a suprimir a rebelião de Abederramão. No ano seguinte, as províncias armênias bizantinas a leste do Eufrates, recém-capturadas por Maomé, iniciaram uma revolta que espalhou-se por muito da Armênia. Em 703, Abedalá conquistou Mopsuéstia na Cilícia, que refortificou como a primeira grande fortaleza califal na área, e então avançou para subjugar a revolta armênia com seu tio Maomé.
No final de 704, contudo, foi chamado de volta da Armênia para servir como governador do Egito, sucedendo seu tio Abedalazize ibne Maruane. O mandato de Abedalá foi marcado por seus esforços para assegurar o controle do governo califal sobre a província após 20 anos do mandato de Abedalazize, que fez a província virtualmente seu feudo pessoal. Isso foi feito às custas das elites locais, que Abedalazize tinha sido cuidado para cooptar: Abedalá demitiu os nomeados de seu tio e requereu que os assuntos do governo fossem realizados em árabe em vez de copta. Seu mandato foi arruinado pela primeira crime famélica sob governo islâmico e por acusações de corrupção e desfalque de fundos públicos. Ele foi reconvocado em 708/709 e seus ganhos foram confiscados pelo califa. Nada se sabe sobre ele depois disso, exceto por um relato de Iacubi que ele foi executado por crucificação pelo primeiro califa abássida, Açafá (r. 750–754), em Hira em 749/750.